# Lindmögelbagge
Lindmögelbagge (Enicmus brevicornis) är en skalbaggsart som först beskrevs av Mannerheim 1844.  Lindmögelbagge ingår i släktet Enicmus, och familjen mögelbaggar. Enligt den svenska rödlistan är arten nära hotad i Sverige. Arten förekommer i Svealand. Artens livsmiljö är skogslandskap, jordbrukslandskap.